# Heilig-Blut-Kapelle (Burgwindheim)

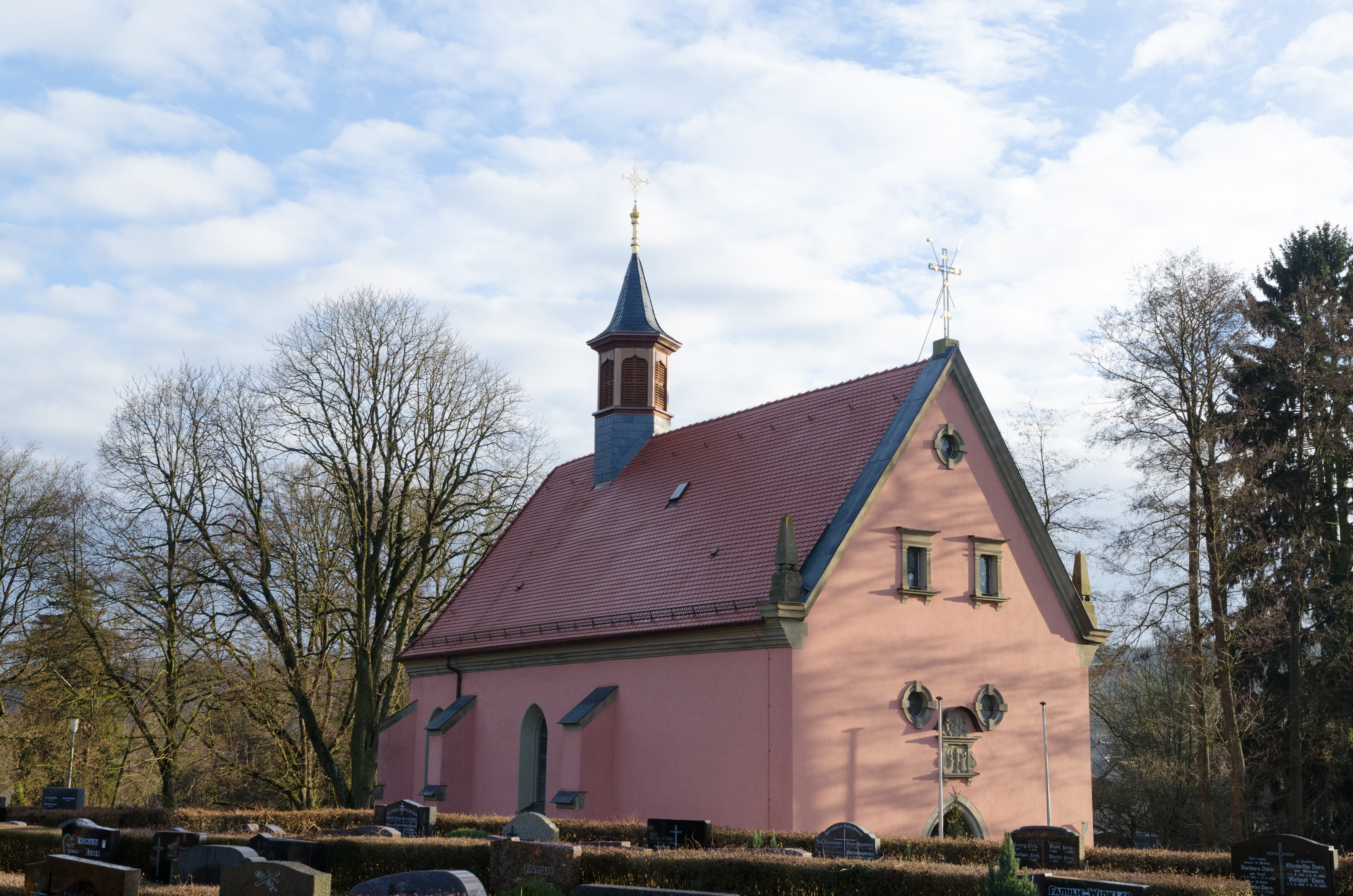
Heilig-Blut-Kapelle (Burgwindheim)

Die römisch-katholische Heilig-Blut-Kapelle ist ein Kirchengebäude, das in Burgwindheim steht, einem Markt im oberfränkischen Landkreis Bamberg in Bayern. Das denkmalgeschützte  Bauwerk wurde Ende des 16. Jahrhunderts errichtet.

## Beschreibung
Die 1467 gebaute Wallfahrtskirche wurde, weil sie zu klein war, 1594 durch einen Neubau ersetzt, der erst 1597 geweiht wurde. Die Saalkirche aus zwei Jochen hat einen mit Strebepfeilern gestützten Chor mit 5/8-Schluss, der im Innern mit einem Kreuzrippengewölbe auf Konsolen überspannt ist. Aus dem Satteldach erhebt sich über dem Chor ein sechseckiger, mit einem Zeltdach bedeckter Dachreiter. 
Der Hochaltar stammt aus dem späten 17. Jahrhundert. Das Altarretabel von 1651 zeigt das Abendmahl. Die Kanzel wurde unter dem Abt Wilhelm II. Roßhirt von Kloster Ebrach gebaut.